# 小行星7236
小行星7236（英語：7236）是一颗围绕太阳公转的小行星。1987年8月1日，J. Phinney在帕洛马山发现了此天体。
这颗小行星的绝对星等为337.9146096054361等。